# Лифшиц, Анатолий Львович
Анатолий Львович Ли́фшиц (23 декабря 1918, Уфа, Российская Империя — 27 июля 2017, Санкт-Петербург, Россия) — доктор военно-морских наук, профессор Академии ВМФ, организатор (совместно с И. А. Смирновым) новой учебной дисциплины — Управление флотами.

## Биография
Окончил один курс Киевского политехнического института (1937—1938), Высшее военно-морское училище имени М. В. Фрунзе (1938—1941), курсы СККС УОПП ТОФ (1941).
В июле 1941 года направлен на Северный флот, служил корабельным штурманом на сторожевых кораблях и эскадренных миноносцах «Разумный» и «Гремящий». Принимал участие в охранении 23 союзных и 20 внутренних конвоев; при эскортировании конвоев прошел 96 тысяч морских миль, принял участие в обстреле позиций вермахта в Северной Норвегии в 1941 году и при освобождении Заполярья (1945). Участвовал в спасении 40 британских моряков с конвоя PQ-17. В 1943−1945 годах — командир штурманской боевой части трального корабля «ТЩ-16», затем сторожевого корабля «СКР-16», эсминца «Разумный».
- 1945—1946 старший помощник, затем командир эскадренного миноносца на кораблях эскадры Северного флота.
- 1946—1947 слушатель ВСКОС ВМС.
- 1947—1948 командир эсминца «Урицкий».
- 1948−1951 учёба в Военно-морской академии им. К. Е. Ворошилова.
- 1951—1953 преподаватель кафедры ОМ и ОТ ВМА.
- 1953−1956 заместитель начальника штаба 32-й дивизии крейсеров Балтийского флота.
- 1956−1961 старший научный сотрудник Научной группы Военно-морской академии кораблестроения и вооружения им. А. Н. Крылова (занимался проектированием флагманских командных пунктов соединений надводных кораблей).

В 1958 году защитил кандидатскую диссертацию по теории и практике разработки флагманских командных пунктов. Также изучал причины гибели германских субмарин в годы Второй мировой войне.
- с 1959 года — старший офицер оперативного управления ГШ ВМФ.
- с 1960 года — старший научный сотрудник ВМО ГШ ВМФ.
- 1961−1973 старший преподаватель кафедры управления силами ВМФ Военно-морской академии. Вместе с капитаном 1 ранга И. А. Смирновым разработал и читал слушателям ВМА курс лекций по автоматизации управления силами ВМФ.

В 1973 году уволен в запас. С 1973 года — профессор, затем заведующий кафедрой разработки автоматизированных систем управления предприятиями Санкт-Петербургской государственной академии методов и техники управления.

## Семья
Со свое будущей женой впервые встретились 9 мая 1945 года, через два года поженились. В 2017 году Анатолий Львович Лифшиц и Любовь Мироновна Лифшиц (урождённая Вовси, род. 1925) отметили 70 лет брака. У них двое сыновей, пятеро внуков и двое правнуков.
Любовь Мироновна Лифшиц — выпускница физического факультета МГУ, научный сотрудник ВНИИ телевидения в Ленинграде (была уволена в связи с арестом родителей, впоследствии восстановлена). Её отец — Мирон Семёнович Вовси (1897—1960) — врач-терапевт и учёный-медик, доктор медицинских наук (1936), профессор (1936), генерал-майор медицинской службы (1943); заслуженный деятель науки РСФСР (1944), академик АМН СССР (1948), мать — Вера Львовна (Лейбовна) Вовси (урождённая Дворжец, 1897—1978), врач-лаборант. И отец и мать были арестованы в связи с делом врачей-вредителей.

## Награды
Награждён 2 орденами Отечественной войны 1-й степени, 2 орденами Красной Звезды, медалями, орденом Дружбы (2013).

## Сочинения
Написал свыше 100 научных и научно-педагогических трудов.
- «Тактическое руководства ВМФ» (в соавт.)
- Статистическое моделирование систем массового обслуживания / А. Л. Лифшиц, Э. А. Мальц; авт. предисл. Н. П. Бусленко. — М. : Сов. Радио, 1978. — 247 с. — Библиогр.: с.241-244 . — Указ.: с. 245—246
- Деловые игры в управлении / А. Л. Лифшиц. — Л. : Лениздат, 1989. — 170,[2] с. : схем.; 17 см; ISBN 5-289-00268-5
- «Эскадренные миноносцы»
- Кибернетика в Военно-Морском Флоте [Текст] / А. Л. Лифшиц. — Москва : Воениздат, 1964. — 258 с. : ил., [2] л. схемы ; 21 см.
- «На море и на суше».